# Angelândia
Angelândia là một đô thị thuộc bang Minas Gerais, Brasil. Đô thị này có diện tích 184,882 km², dân số năm 2007 là 8130 người, mật độ 51,2 người/km².